# Peñarrubia
Peñarrubia es un municipio de la comunidad autónoma de Cantabria (España) situado en la parte occidental de la comunidad, en la comarca de Saja-Nansa. En este Ayuntamiento se encuentra el desfiladero de La Hermida, puerta de entrada al valle de Liébana. Además podemos encontrar el balneario de La Hermida, alimentado por las aguas del río Deva.

## Historia
Hay vestigios de presencia humana en este territorio desde el Paleolítico Medio, en cuevas y abrigos. Hubo poblamiento de pastores en el Neolítico y el Calcolítico, según resulta de los yacimientos megalíticos del collado de Llaves y Cires.
No existen restos de la época de los cántabros ni tampoco de los romanos. Durante la Alta Edad Media, Peñarrubia, como todo el resto de esta zona montañosa, sirvió de refugio para grupos cristianos, permaneciendo al margen de Al-Ándalus, siendo de las primeras zonas en ser repobladas por Alfonso I de Asturias, quedando de esa época la fortaleza que se conoce como Castillo de Piñeres o Bolera de los Moros. Junto a esta se encuentra el conocido mirador de Jozarcu.
Las primeras menciones documentales de lugares de este municipio parecen referirse a Linares, bajo el nombre de Blandes: en 1116 se menciona la iglesia de San Salvador de Blandes y en 1170 la de San Andrés de Blandes. Este territorio era de realengo, -aunque se produjeron intentos de transformarlo en señorío nobiliario o abadengo, permaneció bajo el vasallaje directo al rey- formando parte de la Merindad de las Asturias de Santillana con dos concejos: el de Peñarrubia y el de Piñeres. Solían elegir procuradores con Herrerías y Lamasón, y formaban con Peñamellera, en Asturias, los «Cinco Valles de Peñamellera». 
En el Trienio Liberal se formó el primer ayuntamiento constitucional de Peñarrubia, que formó parte del partido judicial de Puentenansa y después del de San Vicente de la Barquera (en 1835). El siglo XIX fue de gran trascendencia para este municipio y el resto de la Liébana, pues se realizó un gran proyecto industrial, como es la apertura de una nueva carretera que se internara hacia La Hermida desde el Norte, y no desde el Este. Ello significó que el peso económico del municipio se desplazó desde los pueblos que quedaban en lo alto a La Hermida y el desfiladero del río. La carretera se empezó a principios del siglo XIX y se acabó en el último tercio. En esa misma época se explotó el balneario de aguas termales de La Hermida, lo que incluyó la construcción de un gran hotel, inaugurado en los años 1880.
Después de la Guerra Civil, las zonas montañosas del municipio y de toda Liébana sirvieron de refugio a los maquis.

## Geografía
Se trata de un municipio de tamaño pequeño: 54,3 kilómetros cuadrados. Se encuentra en el extremo occidental de Cantabria, a unos cien kilómetros de la capital regional. Tiene una agreste orografía, dominada por las estribaciones de Peña Sagra en el Sur, con la Sierra de las Cuerres, y el macizo de Peñarrubia en el norte, continuación de los Picos de Europa, de los que está separada por el cauce del río Deva. Su accidente geográfico más destacado es el Desfiladero de La Hermida que traza el río Deva a su paso entre enormes moles de piedra caliza.
Limita al oeste con Tresviso, al sur con Cillorigo de Liébana al este con Lamasón y al norte con Peñamellera Baja, en el Principado de Asturias.

### Naturaleza

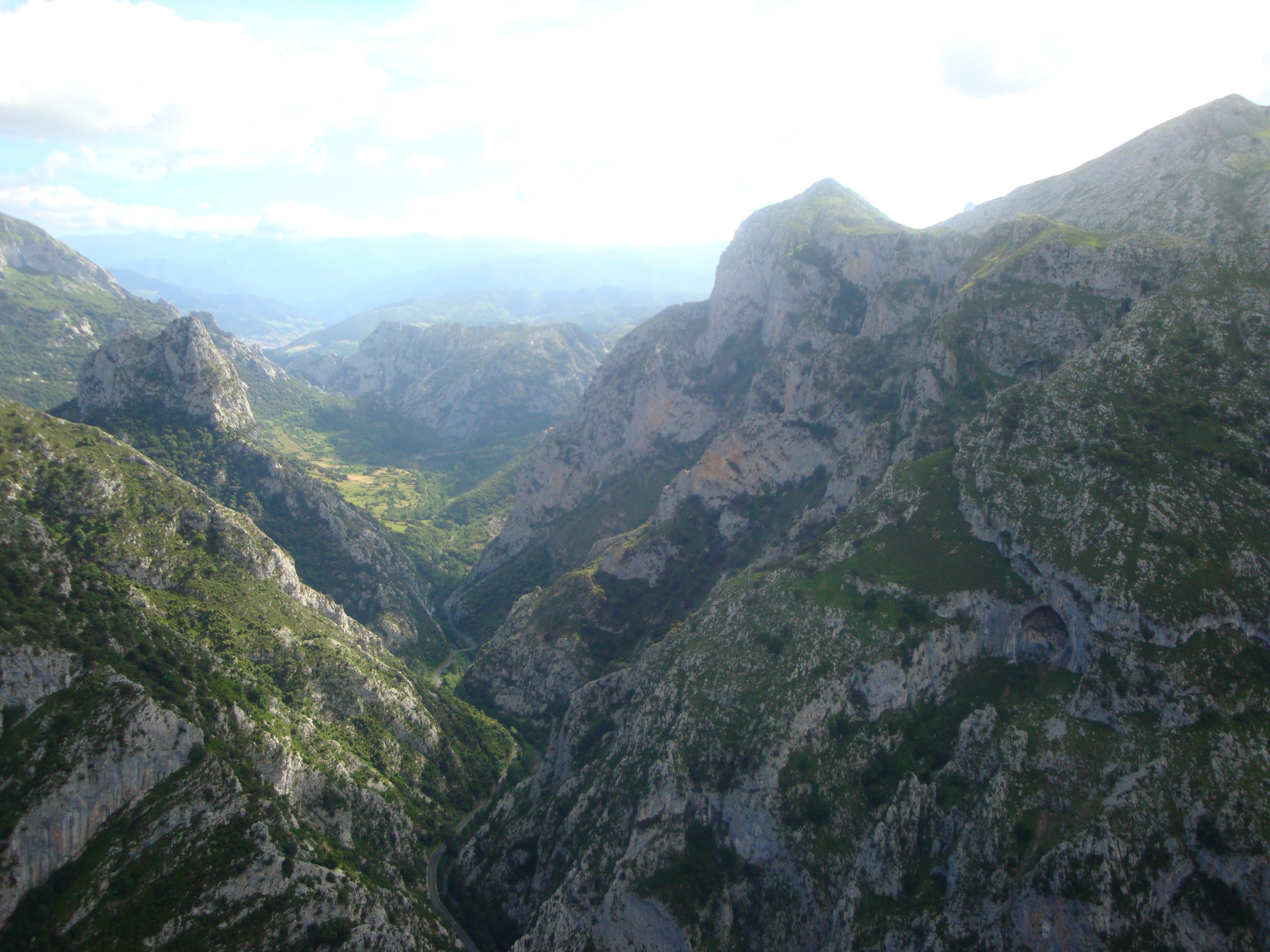
Desfiladero de La Hermida

El rasgo orográfico que marca este municipio es el desfiladero de La Hermida trazado por el río Deva, uno de los principales ríos de Cantabria, que delimita los Picos de Europa por el Este. Se considera que se formó durante la elevación alpina del Terciario. El desfiladero viene de Cillorigo de Liébana y se convierte en el límite noroeste con Asturias. Se abre esta garganta entre muros de caliza del Carbonífero que se elevan hasta los mil m s. n. m. y, en algunos puntos de su recorrido, la anchura sólo llega a los cien metros. Está catalogada Zona de especial protección para las aves, al ser zona en que nidifican las especies que habitan en las rocas, destacando el buitre leonado. Tiene una longitud de unos 20 kilómetros y por él discurre la carretera principal de entrada a Liébana, la N-621. 
El río Deva está considerado Lugar de Importancia Comunitaria (LIC). En él abundan los salmones y las truchas, tanto común como arco iris, riqueza piscícola explotada a través de siete cotos salmoneros situados en La Hermida, llamados El Arenal, El Infierno, El Matadero, Estragüeña, La Vide, Las Lágrimas y Peña Redonda. Este río tiene dos afluentes que recorren Peñarrubia y que conforman gargantas laterales al Desfiladero de La Hermida: el Cicera, que pasa por la localidad homónima y traza la Garganta de la Agüera Riocicera, y el Naveo o Navedo, que pasa igualmente por la localidad de su nombre y forma la Garganta de la Agüera Naveo. 
La parte del municipio que queda al oeste del río Deva forma parte del Macizo de Ándara, en los Picos de Europa, destacando en particular la localidad de La Hermida, desde la que se asciende a Bejes, en Cillorigo de Liébana, punto de partida de numerosas rutas hacia el interior de este Macizo Oriental. En este punto entre La Hermida y Bejes se alza el Cuetu del Ave (828 m). Un par de kilómetros más abajo de La Hermida se encuentra Urdón, lugar sin población del que se parte para ascender a Tresviso.
También es agreste el resto del municipio. En la zona norte destaca el macizo de Peñarrubia, macizo calcáreo que es continuación de la caliza propia de los Picos de Europa, si bien aquí las rocas calizas entran en contacto con las areniscas rojas del Triásico, lo que provoca un color en la roca del que deriva el nombre de esta sierra. Cumbres destacadas de este macizo son Virdiu de Treslajorá (1125 m), así como el Gamonal que con sus 1225 m es su máxima altitud. También hay aquí varios collados: Colláu Joz (640 m) entre Peñarrubia y Lamasón, y el collado de Llaves, límite con Peñamellera. Por el Puerto de las Llaves (1.056 m) se accede al interior del macizo. 
Igualmente se alza la orografía en la parte sur, dominada por la sierra de los Cuerres, estribación norte de la Sierra de Peña Sagra. En este límite suroeste con Cillorigo se encuentra el cueto Busnedo (1561 m), así como el Collado de Arceón (971 m), por el que se pasaba tradicionalmente de Cicera a lebeña. El Collado Pasanéu (1344 m) era otro hito en la antigua carretera. 
En estos montes hay dos zonas de caza. En la margen izquierda del Deva está la zona de Picos de Europa, en la derecha forma parte de la Reserva Nacional de Caza del Saja, de la que Peñarrubia tiene un lote en el término de Cicera, el de Poda Cordancas, compartido con Lebeña (en Cillórigo).
En la zona de roca caliza hay encinares con presencia de algunas plantas mediterráneas, como la cornicabra. Más allá de los seiscientos metros de altitud crece el haya. Hacia el sur, el suelo es más variado lo que permite la presencia del roble, el rebollo o el castaño, como puede comprobarse en el monte Jozarcu.
Esta abrupta orografía determina la existencia de cuevas y simas.

## Economía
Aunque aún existe una parte de la población activa dedicada a la ocupación tradicional de la ganadería, calculándose que en torno a un 20% sigue dedicándose al sector primario, lo cierto es que la mitad de la población activa se dedica al sector terciario, gracias al turismo. Dentro de tales actividades se encuentra el turismo de pesca, gracias a los cotos salmoneros del Deva que hay en su término. 

## Demografía
Peñarrubia cuenta con una población de 331 habitantes (INE 2024).
| Gráfica de evolución demográfica de Peñarrubia entre 1842 y 2021                                                    |
| |
| Población de derecho según los censos de población del INE Población de hecho según los censos de población del INE |

Como otros muchos municipios del interior de Cantabria, Peñarrubia ha ido despoblándose a lo largo del siglo XX, especialmente durante su segunda mitad. No obstante, a principios del siglo XXI, parece que la tendencia es a la inversa, con un cierto incremento de la población, si bien sigue siendo envejecida.

## Administración y política

### Gobierno municipal
Secundino Caso Roiz (PSC-PSOE) es el actual alcalde del municipio, tras revalidar su cargo en las elecciones municipales de 2011.
| Partido político                         | 2023  | 2023  | 2023       | 2019  | 2019  | 2019       | 2015  | 2015  | 2015       | 2011  | 2011  | 2011       | 2007  | 2007  | 2007       | 2003  | 2003  | 2003       |
| Partido político                         | Votos | %     | Concejales | Votos | %     | Concejales | Votos | %     | Concejales | Votos | %     | Concejales | Votos | %     | Concejales | Votos | %     | Concejales |
| Partido Socialista Obrero Español (PSOE) | 162   | 66,12 | 6          | 167   | 71,06 | 6          | 195   | 73,03 | 6          | 209   | 72,32 | 6          | 73    | 24,66 | 2          | 227   | 72,76 | 6          |
| Vox                                      | 43    | 17,55 | 1          | —     | —     | —          | —     | —     | —          | —     | —     | —          | —     | —     | —          | —     |       |            |
| Partido Popular (PP)                     | 26    | 10,61 | 0          | 21    | 8,93  | 0          | 49    | 18,35 | 1          | 42    | 14,53 | 1          | 211   | 71,28 | 5          | 48    | 15,38 | 1          |
| Partido Regionalista de Cantabria (PRC)  | 12    | 4,89  | 0          | 45    | 19,14 | 1          | 15    | 5,62  | 0          | 34    | 11,76 | 0          | 10    | 3,38  | 0          | 37    | 11,86 | 0          |

### Organización territorial
Sus 331 habitantes (INE 2024) se distribuyen en:
- Caldas, 10 hab.
- Cicera, 64 hab.
- La Hermida, 91 hab.
- Linares (capital), 59 hab.
- Navedo, 42 hab.
- Piñeres, 46 hab.
- Roza, 19 hab.

Existe además un núcleo sin población, Urdón.

## Cultura

### Monumentos y lugares de interés
Cuenta con un Bien de Interés Cultural, en la categoría de Monumento: la Torre de los Linares o más conocida como Torre del Pontón, en Linares. Es el elemento más destacado del patrimonio monumental del municipio, pero existen otros.

#### Patrimonio arqueológico

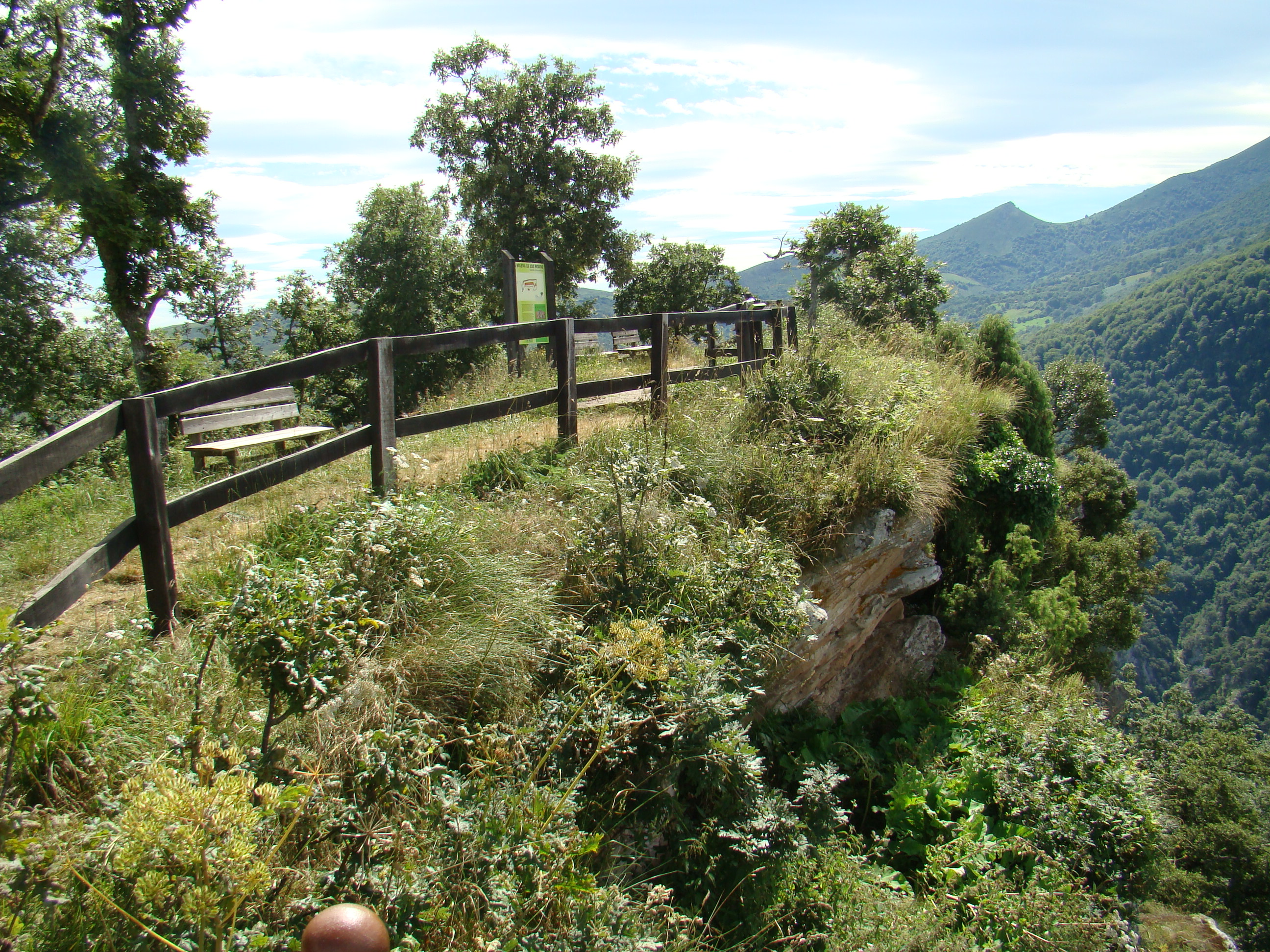
Zona del Castillo de Piñeres y el mirador de Jozarcu

- Grabados rupestres en un abrigo rocoso del monte Jozarcu.[1]
- En el collado de Llaves (1100 m) se encuentra un yacimiento megalítico. Están datadas en torno al año 3000 a. C.
- Hay cuatro túmulos en el territorio de Peñarrubia que pertenecen a otro yacimiento megalítico en la zona de Cires (Lamasón), de un total de 14 túmulos.
- Castillo de Piñeres o Bolera de los Moros (756 m), en la cumbre del monte Jozarcu. Restos de una fortaleza altomedieval, con diversas dataciones, la más antigua de mediados del siglo VIII.

#### Patrimonio civil
Lo más destacado son las tres torres góticas de la Baja Edad Media, una de las cuales, la del Pontón, está considerada Bien de Interés Cultural. Se ha restaurado en el año 2003 como museo. Las otras dos son la de Berdeja (también puede verse escrito como Verdeja), y la de Piedrahíta, de las que solo quedan los cimientos. Pertenecieron a un poderoso linaje local, los Linares, señores de Peñarrubia y La Hermida que aún en el siglo XVIII seguían viviendo en la Torre del Pontón. Son tres torres-cubo que formaban parte de un sistema defensivo.
Además, en las diversas localidades se conservan conjuntos rurales de tipología tradicional, entre los que cabe mencionar las construcciones en hilera de Caldas. En La Hermida puede verse el Gran Hotel inaugurado en 1881, arquitectura decimonónica hoy restaurada. Finalmente, como obra de ingeniería civil destacada es la propia carretera que se trazó en el siglo XIX entre Panes y Potes, conforme a un proyecto del ingeniero Francisco Sánchez y Sánchez.

#### Patrimonio religioso
De la Edad Media quedan algunos vestigios:
- Ermita de San Pedro, en Caldas, cuyo origen se remonta a un monasterio del siglo VIII y en la que quedan restos románicos.
- Iglesia parroquial de San Juan, en Piñeres, cuyo origen románico se evidencia en restos de canecillos, aunque la fábrica actual es de época moderna (siglos XVII-XVIII).
- Iglesia de San Andrés, en Linares. Se atribuye el siglo XIII la decoración escultórica del arco toral y canecillos en el muro meridional, pero ha sufrido reformas posteriores. En el ábside puede verse una pintura mural de la Última Cena de principios del siglo XVI.
- Ermita de San Pelayo, en un alto sobre La Hermida. Data de la primera mitad del siglo XIII, aunque de ella solo quedan unas ruinas.

De la Edad Moderna:
- Capilla de Nuestra Señora del Valle, en Navedo (siglo XVI).
- Ermita de Santa Catalina, entre Piñeres y Cicera (siglos XVII-XVIII).
- Iglesia parroquial de Cicera (siglos XVII-XVIII), en Cicera de estilo barroco montañés.
- Ermita de Santa Cilde, también en Cicera, hoy en ruinas.

Edad Contemporánea:
- Iglesia parroquial de La Hermida (años 1970), muy modernista.
- Capilla de los Ángeles, en la finca del balneario de La Hermida.

No se ha determinado con seguridad la datación de la Capilla de Santa Ana, en Roza.

### Fiestas
- 24 de junio, San Juan, en Piñeres
- 26 de junio, San Pelayo, en La Hermida
- 29 de junio, San Pedro, en Caldas
- 16 de julio, Virgen del Carmen, en Cicera
- 26 de julio, Santa Ana, en Roza; San Joaquín y Santa Ana, en La Hermida
- 15 de agosto, Nuestra Señora, en Navedo
- 16 de agosto, San Roque, en Linares
- 11 de octubre, Fiesta de La Hermida, que se celebra con una feria de ganado
- 30 de noviembre, San Andrés, en Linares

## Personas destacadas
- Marcelo Arroita - Jáuregui Alonso. Crítico, actor de cine y escritor del siglo XX, nacido en La Hermida.
- Ciriaco Pérez Bustamante. Escritor e historiador, también del siglo XX y nacido igualmente en La Hermida.